# Astochia inermis
Astochia inermis là một loài ruồi trong họ Asilidae. Astochia inermis được Hermann miêu tả năm 1917.